# Заместитель председателя Верховной рады Украины
Заместитель председателя Верховной рады Украины (укр. Заступник Голови Верховної Ради України) — народный депутат Украины, который исполняет обязанности председателя Верховной рады Украины в случае его отсутствия и отсутствия Первого заместителя председателя Верховной рады Украины. Избирается народными депутатами Украины тайным голосованием отдельно или вместе с председателем и его Первым заместителем.
Полномочия заместителя председателя Верховной рады Украины регламентированы пунктом 3 статьи 80 Регламента Верховной рады Украины.
Список заместителей председателя Верховной рады Украины с 1990 года:
| №  | Фамилия            | Фото | Избран          | Сложил полномочия | Председатель Верховной рады Украины        | 1-й заместитель председателя Верховной рады Украины | Созыв |
| -- | ------------------ | ---- | --------------- | ----------------- | ------------------------------------------ | --------------------------------------------------- | ----- |
| 11 | Елена Кондратюк    |      | 29 августа 2019 |                   | Дмитрий Разумков, Руслан Стефанчук         | Руслан Стефанчук, Александр Корниенко               | IX    |
| 10 | Оксана Сыроед      |      | 4 декабря 2014  | 29 августа 2019   | Владимир Гройсман, Андрей Парубий          | Андрей Парубий, Ирина Геращенко                     | VІІI  |
| 9  | Руслан Кошулинский |      | 13 декабря 2012 | 27 ноября 2014    | Владимир Рыбак, Александр Турчинов         | Игорь Калетник (2012—2014)                          | VІІ   |
| 8  | Николай Томенко    |      | 2 сентября 2008 | 12 декабря 2012   | Арсений Яценюк, Владимир Литвин            | Александр Лавринович, Адам Мартынюк                 | VІ    |
| 7  | Николай Томенко    |      | 8 февраля 2007  | 14 июня 2007      | Александр Мороз                            | Адам Мартынюк                                       | V     |
| 6  | Александр Зинченко |      | 28 мая 2002     | 17 марта 2005     | Владимир Литвин                            | Геннадий Васильев, Адам Мартынюк                    | ІV    |
| 5  | Степан Гавриш      |      | 1 февраля 2000  | 4 апреля 2002     | Иван Плющ                                  | Виктор Медведчук                                    | ІІІ   |
| 4  | Виктор Медведчук   |      | 9 июля 1998     | 1 февраля 2000    | Александр Ткаченко                         | Адам Мартынюк                                       | ІІІ   |
| 3  | Виктор Мусияка     |      | октябрь 1996    | 14 апреля 1998    | Александр Мороз                            | Александр Ткаченко                                  | ІІ    |
| 2  | Олег Дёмин         |      | 25 мая 1994     | июль 1996         | Александр Мороз                            | Александр Ткаченко                                  | ІІ    |
| 1  | Владимир Гринёв    |      | 7 июня 1990     | 29 июня 1993      | Владимир Ивашко, Леонид Кравчук, Иван Плющ | Иван Плющ, Василий Дурдинец                         | І     |